# Sjeanne Cawdry
Sjeanne Cawdry, née le 4 octobre 1972, est une joueuse professionnelle de squash représentant l'Afrique du Sud. Elle atteint la 30e place mondiale sur le circuit international, son meilleur classement.

## Biographie
Sjeanne Cawdry commence le squash à l'âge de huit ans, incitée par ses parents, eux-mêmes joueurs de squash et soucieux de canaliser son énergie.
Après avoir participé à son premier tournoi inter-provincial à l'âge de 10 ans, elle se passionne pour ce sport.
Elle passe deux ans en Europe, où elle  affronte les meilleures joueuses du monde à diverses compétitions comme le British Open ou les championnats du monde atteignant la 30e place, mais ses études l'obligent à retourner en Afrique du Sud.
Après avoir joué au squash professionnel pendant de nombreuses années, Sjeanne Cawdry prend une pause dans le monde de la compétition et consacre son temps à étudier à l'université Rhodes, où elle obtient son diplôme avec mention en biomécanique. Elle prend sa retraite sportive à la fin de l'année 2002.